# Cameroun-linjen
Cameroun-linjen er en 1600 km lang vulkankæde. Den omfatter øer i Guineabugten og bjerge, der strækker sig langs grænseregionen i det østlige Nigeria og Camerouns Ambazonia-område, fra Mount Cameroon ved Guineabugten nord og øst mod Tchadsøen. Øerne, der spænder over ækvator, har tropisk klima og er hjemsted for mange unikke plante- og fuglearter. Bjergregionerne på fastlandet er meget køligere end det omkringliggende lavland og indeholder også unikke og økologisk vigtige miljøer.
Den del af Cameroun-linjen, der ligger i Guineabugten, består af seks vulkaner, der har dannet øer eller undersøiske skær. Fra sydvest til nordøst er øgrupperne Annobón (eller Pagalu), São Tomé, Príncipe og Bioko. To store unddersøiske klipper ligger mellem São Tomé og Príncipe, og mellem Principe and Bioko. På fastlandet starter linjen ved Mount Cameroon og fortsætter nordøst i en bjergkæde kendt som det vestlige højland, som er hjemsted for Camerouns højlandsskove.
Annobón og Bioko ligger i Ækvatorialguinea, mens São Tomé og Príncipe udgør en selvstændig østat.
Camerouns vulkanske linje er geologisk usædvanlig ved at strække sig gennem både havet og den kontinentale skorpe. Forskellige hypoteser er blevet fremført af forskellige geologer for at forklare linjen.